# Добрыня Никитич (остров)
Добры́ня Ники́тич — остров архипелага Норденшёльда. Административно относится к Таймырскому району Красноярского края России.

## Расположение
Расположен в центральной части архипелага. Входит в состав островов Пахтусова, лежит в юго-западной части группы. Со всех сторон окружён другими островами архипелага, с севера и с востока — другими островами Пахтусова: Трувор, Пахтусова, Шпанберга, Петерсена и острова Скудные; с запада — остров Красина, входящий в состав островов Цивольки; с юга — остров Новый, входящий в состав островов Вилькицкого. От восточных островов отделён одноимённым проливом, а от южных — проливом Радзеевского. Расстояние до континентальной России составляет около 50 километров.

## Описание
Добрыня Никитич является вторым по размеру после острова Петерсена среди островов Пахтусова и одним из крупнейших островов всего архипелага. Он имеет вытянутую с запада на восток изогнутую U-образную неровную форму. Длина острова от крайней западной точки — мыса Гряды, до восточного окончания — мыса Палатки, составляет около 10,5 километра; ширина — от северного мыса Прибрежные Камни до южного мыса Стопор — около 6,5 километра.
Изгиб острова образует бухту Давыдова — небольшой залив глубиной до 24 метров. Бо́льшую часть острова занимают три невысокие пологие скалы высотой (с запада на восток) 30, 41 и 50 (наивысшая точка острова) метров. Склоны скал и прибрежные участки острова покрыты каменистыми россыпями. С возвышенностей к побережью острова сбегает несколько мелких непостоянных (промерзающих зимой) безымянных ручьёв. В центральной части острова у побережья бухты Давыдова лежит небольшое безымянное озеро лагунного происхождения. Ещё несколько таких озёр расположены у северного и западного побережья. Существенная часть острова покрыта заболоченными участками.
Берега острова пологие. Редкая растительность представлена мохово-лишайниковыми сообществами и короткой жёсткой травой. На западной возвышенности установлен геодезический пункт.
Назван в честь былинного русского богатыря Добрыни Никитича (по другим источникам, название острову присвоено в 1939 году (одновременно с присвоением названия одноимённому проливу) в честь ледокола «Добрыня Никитич»).

## Прочие факты
Бухта Давыдова названа в 1939 году гидрографической экспедицией на судне «Торос» в честь Бориса Владимировича Давыдова, русского гидрографа-геодезиста, исследователя Арктики и Тихого океана, изобретателя метода определения долгот по азимутам Луны.